# Summe

Das große griechische Sigma wird oft verwendet, um Folgen von Zahlen zu addieren. Es wird dann „Summenzeichen“ genannt.

Eine Summe bezeichnet in der Mathematik das Ergebnis einer Addition sowie auch die Darstellung der Addition. Im einfachsten Fall ist eine Summe also eine Zahl, die durch Zusammenzählen zweier oder mehrerer Zahlen entsteht. Dieser Begriff besitzt viele Verallgemeinerungen. So sprach man früher beispielsweise von summierbaren Funktionen und meinte damit integrierbare Funktionen.
Die Summe ist eine spezielle Aggregatfunktion.

## Wortgeschichte und -bedeutungen
Das Wort Summe wurde im Mittelhochdeutschen von lateinisch summa entlehnt. Summa war bis in das 19. Jahrhundert neben Summe gebräuchlich und geht auf summus zurück, einen der lat. Superlative zu superus „oberhalb befindlich, der/die/das Höhere/Obere“, die folglich „der/die/das Höchste/Oberste“ bedeuten. „Das Oberste“ deshalb, weil die Römer die Summe in der obersten Zeile, also über den Summanden, zu notieren pflegten und nicht, wie heute üblich, „unterm Strich“.
In der Alltagssprache bezeichnet Summe einen Geldbetrag, unabhängig davon, ob er durch Addition zustande gekommen ist oder nicht.

## Summe als Ergebnis und Darstellung einer Addition
In dem mathematischen Term
{\displaystyle 2+3}
heißen die Zahlen 2 und 3 Summanden. Der gesamte Term {\displaystyle 2+3} wird ebenso wie das Ergebnis 5 als die „Summe von 2 und 3“ bezeichnet.
Man kann eine Summe mit mehr als zwei Summanden bilden, so zum Beispiel {\displaystyle (4+7)+1}. Eine häufige Konvention ist dabei, bei Linksklammerung die Klammern einfach wegzulassen, also {\displaystyle (4+7)+1} einfach mit {\displaystyle 4+7+1} abzukürzen. Aufgrund der Assoziativität der Addition von natürlichen Zahlen spielt es hier übrigens für das Ergebnis keine Rolle, in welcher Reihenfolge die Additionen auszuführen sind. So gilt:
{\displaystyle (4+7)+1=4+(7+1)}
Mit dem Gleichheitszeichen wird dabei die Gleichheit der Ergebnisse der beiden unterschiedlichen Terme ausgedrückt.
Aufgrund des Kommutativgesetzes der Addition von natürlichen Zahlen ist auch die Reihenfolge der Summanden irrelevant, zum Beispiel gilt:
{\displaystyle 4+7+1=7+4+1}
Wird {\displaystyle n}-mal die gleiche Zahl {\displaystyle a} addiert, dann kann die Summe auch als Produkt {\displaystyle n\cdot a} geschrieben werden. Zum Beispiel:
{\displaystyle a+a+a=3\cdot a}

## Gewichtete Summe
In einigen Fällen werden die einzelnen Summanden nicht einfach addiert, sondern zuvor noch mit einem Gewicht multipliziert:
{\displaystyle 2\cdot {\text{Gewicht}}_{1}+3\cdot {\text{Gewicht}}_{2}.}
Zum Beispiel:
{\displaystyle 2\cdot 3+3\cdot 5.}
In diesem Fall spricht man von einer gewichteten Summe. Teilt man die gewichtete Summe durch die Summe der Gewichte, erhält man das gewichtete arithmetische Mittel.

## Summe einer Folge, Reihe
Wenn eine Summe sehr viele Summanden hat, ist es zweckmäßig, eine abgekürzte Schreibweise zu vereinbaren. Die Summe der ersten 100 natürlichen Zahlen kann zum Beispiel als
{\displaystyle 1+2+3+\dotsb +100}
angegeben werden, denn es ist leicht zu erraten, welche Summanden durch die Auslassungspunkte ersetzt wurden.
So wie man in der elementaren Arithmetik von Zahlenrechnungen wie {\displaystyle 2+3=5} zu Buchstabenrechnungen wie {\displaystyle 2+x=y} übergeht, kann man z. B. auch die Summe von hundert ganz bestimmten Zahlen zur Summe einer beliebigen Anzahl beliebiger Zahlen verallgemeinern. Dazu wird zunächst eine Variable gewählt, zum Beispiel {\displaystyle n}, die die Anzahl der Summanden bezeichnet. Im obigen Fall, der Summe der ersten einhundert natürlichen Zahlen, wäre {\displaystyle n=100}. Da beliebig große {\displaystyle n} zugelassen sein sollen, ist es nicht möglich, alle {\displaystyle n} Summanden mit {\displaystyle n} verschiedenen Buchstaben zu bezeichnen. Stattdessen wird ein einzelner Buchstabe, z. B. {\displaystyle a}, gewählt und um einen Index ergänzt. Dieser Index nimmt nacheinander die Werte {\displaystyle 1,2,\dotsc } an. Die Summanden heißen dementsprechend {\displaystyle a_{1},a_{2},\dotsc }. Sie bilden somit eine Zahlenfolge.
Wir können nun für beliebige natürliche Zahlen {\displaystyle n} die Summe der ersten {\displaystyle n} Glieder der Zahlenfolge als
{\displaystyle s_{n}=a_{1}+a_{2}+\dotsb +a_{n}}
schreiben. Wenn man für {\displaystyle n} verschiedene Werte {\displaystyle 1,2,\dotsc } einsetzt, bilden die {\displaystyle s_{1},s_{2},\dotsc } ihrerseits ebenfalls eine Folge. Eine solche Folge von Partialsummen über die Anfangsglieder einer Folge wird als Reihe bezeichnet.
Beispiel: Für die Folge der Quadratzahlen ist {\displaystyle a_{1}=1}, {\displaystyle a_{2}=4}, {\displaystyle a_{3}=9}. Ganz allgemein gilt:
{\displaystyle a_{n}=n^{2}.}
Die Folge der Partialsummen dieser Folge beginnt mit {\displaystyle s_{1}=1}, {\displaystyle s_{2}=5}, {\displaystyle s_{3}=14}. Eine Summationsformel besagt nun für beliebige {\displaystyle n}:
{\displaystyle s_{n}={\frac {n(n+1)(2n+1)}{6}}.}
Weitere Summationsformeln wie zum Beispiel Der kleine Gauß
{\displaystyle 1+2+\dotsb +n={\frac {n(n+1)}{2}}}
finden sich in der Formelsammlung Arithmetik. Der Beweis solcher Formeln kann oft mittels vollständiger Induktion erfolgen.

## Notation mit dem Summenzeichen

Die Sigma-Schreibweise

Summen über endliche oder unendliche Folgen können statt mit Auslassungspunkten auch mit dem Summenzeichen notiert werden:
{\displaystyle \sum _{k=m}^{n}a_{k}=\sum _{m\leq k\leq n}a_{k}=a_{m}+a_{m+1}+\dotsb +a_{n}.}
Das Summenzeichen besteht aus dem großen griechischen Buchstaben Σ (Sigma), gefolgt von einem Folgenglied, das durch einen zuvor nicht benutzten Index (hier {\displaystyle k}) bezeichnet wird. Dieser Index wird oft als Laufindex oder Summationsvariable bzw. Lauf- oder Zählvariable bezeichnet. Hierfür wird oft einer der Buchstaben {\displaystyle i,j,k,l,m,n} verwendet. Wenn nicht eindeutig hervorgeht, welche Variable die Zählvariable ist, muss dies im Text angemerkt werden.
Einfaches Beispiel: {\displaystyle \sum \limits _{k=1}^{10}k=1+2+3+4+5+6+7+8+9+10=55}.
Welche Werte die Laufvariable annehmen kann, wird an der Unterseite, gegebenenfalls auch der Oberseite des Zeichens Σ angezeigt. Es gibt dafür zwei Möglichkeiten:
1. Entweder wird unten ein Start- und oben ein Endwert angegeben (hier: {\displaystyle m} und {\displaystyle n}). Der Laufindex wird in der Regel nur unten angeschrieben; ausführlicher, aber recht ungebräuchlich, ist {\displaystyle \textstyle \sum _{k=m}^{k=n}a_{k}.}
2. Oder es werden unten eine oder mehrere Bedingungen für die Zählvariable angegeben. Das obige Beispiel kann also auch durch {\displaystyle \textstyle \sum _{m\leq k\leq n}a_{k}} notiert werden.

Diese Angaben können reduziert oder weggelassen werden, wenn angenommen werden kann, dass der Leser sie aus dem Kontext heraus zu ergänzen vermag. Hiervon wird in bestimmten Zusammenhängen ausführlich Gebrauch gemacht: In der Tensorrechnung vereinbart man häufig die einsteinsche Summenkonvention, der zufolge sogar das Summationszeichen weggelassen werden kann, da aus dem Kontext klar ist, dass über alle doppelt vorkommenden Indizes zu summieren ist. Hier eine Animation zur Sigma-Schreibweise:

### Formale Definition
Sei {\displaystyle I} eine (Index-)Menge, {\displaystyle A} ein kommutatives Monoid.
Für jedes {\displaystyle i\in I} sei ein {\displaystyle a_{i}\in A} gegeben.
Dann kann {\displaystyle \sum _{i\in I}a_{i}\in A} zumindest für endliche Indexmengen durch Rekursion definiert werden:
Man setzt
{\displaystyle \sum _{i\in \emptyset }a_{i}:=0\in A}
und ansonsten
{\displaystyle \sum _{i\in I}a_{i}:=a_{j}+\sum _{i\in I\setminus \{j\}}a_{i}\in A}
nach Wahl eines beliebigen Elementes {\displaystyle j\in I}. Kommutativität und Assoziativität der Addition in {\displaystyle A} garantieren, dass dies wohldefiniert ist.
Die Schreibweise {\displaystyle \sum _{k=m}^{n}a_{k}} mit {\displaystyle m,n\in \mathbb {Z} } ist in diesem Sinne nur eine Abkürzung für {\displaystyle \sum _{k\in I}a_{k}} mit {\displaystyle I=\{i\in \mathbb {Z} \mid m\leq i\leq n\}}.
Falls {\displaystyle I} unendlich ist, ist {\displaystyle \sum _{i\in I}a_{i}} allgemein nur definiert, falls {\displaystyle a_{i}=0} für fast alle {\displaystyle i} gilt. In diesem Fall setzt man
{\displaystyle \sum _{i\in I}a_{i}:=\sum _{i\in \{k\in I\mid a_{k}\neq 0\}}a_{i}.}
Rechts steht nach Voraussetzung eine endliche Indexmenge, also eine wie oben definierte Summe.
Sind unendlich viele {\displaystyle a_{i}} ungleich 0, dann handelt es sich trotz gleichartiger Schreibweise nicht mehr um eine Summe, sondern eine Reihe (siehe unten).

### Klammerkonventionen und Rechenregeln
Wird das Folgeglied als Summe (oder Differenz) mitgeteilt, so muss es in Klammern geschrieben werden:
{\displaystyle \sum _{k=m}^{n}(a_{k}+b_{k})=\sum _{k=m}^{n}a_{k}+\sum _{k=m}^{n}b_{k}.}
Wird das Folgeglied als Produkt (oder Quotient) mitgeteilt, so ist die Klammer überflüssig:
{\displaystyle \sum _{k=m}^{n}\lambda \cdot a_{k}=\lambda \cdot \sum _{k=m}^{n}a_{k}.}
Vorsicht: Allgemein gilt:
{\displaystyle \sum _{k=m}^{n}a_{k}\cdot b_{k}\neq \sum _{k=m}^{n}a_{k}\cdot \sum _{k=m}^{n}b_{k}}.

### Besondere Summen
Für {\displaystyle n=m} besteht die Summe aus einem einzigen Summanden {\displaystyle a_{m}}:
{\displaystyle \sum _{k=m}^{m}a_{k}=a_{m}}.
Für {\displaystyle n<m} hat man eine sogenannte leere Summe, die gleich 0 ist, da die Indexmenge {\displaystyle I=\{k\in \mathbb {Z} \mid m\leq k\leq n\}} leer ist:
{\displaystyle \sum _{k=m}^{n}a_{k}=0\quad } für {\displaystyle n<m}.
Ist das allgemeine Folgeglied konstant (genauer: unabhängig von der Laufvariablen {\displaystyle k}), kann die Summe zu einem einfachen Produkt umgeschrieben werden:
{\displaystyle \sum _{k=m}^{n}c=(n-m+1)\ c\quad } für {\displaystyle n\geq m-1}.

### Doppelsummen
Auch über Summen kann wieder summiert werden. Das ist insbesondere dann sinnvoll, wenn die erste, die „innere“ Summe, einen Index enthält, der als Laufindex für die „äußere“ Summe verwendet werden kann. Man schreibt zum Beispiel:
{\displaystyle \sum _{i,j=1}^{n}a_{ij}:=\sum _{i=1}^{n}\left(\sum _{j=1}^{n}a_{ij}\right).}
Dabei gilt die Regel: {\displaystyle \sum _{i,j=1}^{n}a_{ij}=\sum _{j,i=1}^{n}a_{ij}}.
In der mathematischen Physik gilt für Doppelsummen zudem folgende Konvention:
Ein Apostroph am Summenzeichen besagt, dass bei der Summation Summanden auszulassen sind, für die die beiden Laufvariablen übereinstimmen:
{\displaystyle \sideset {}{^{\prime }}\sum _{ij}a_{ij}:=\sum _{i\neq j}a_{ij}.}

## Reihe
Wenn unendlich viele Ausdrücke summiert werden, also zum Beispiel
{\displaystyle \sum _{j=1}^{\infty }a_{j}=\sum _{j\geq 1}a_{j}=a_{1}+a_{2}+a_{3}+\dotsb }
mit (abzählbar) unendlich vielen Summanden ungleich null, müssen Methoden der Analysis angewendet werden, um den entsprechenden Grenzwert
{\displaystyle \sum _{j=1}^{\infty }a_{j}:=\lim _{n\to \infty }\sum _{j=1}^{n}a_{j}}
zu finden, falls er existiert. Eine solche Summe wird unendliche Reihe genannt. Als Obergrenze schreibt man das Symbol {\displaystyle \infty } für Unendlichkeit.
Wichtige Unterschiede zwischen Reihen und echten Summen sind beispielsweise:
- {\displaystyle \textstyle \sum _{j=1}^{\infty }a_{j}} ist nicht für beliebige {\displaystyle (a_{i})_{i\in \mathbb {N} }} definiert (d. h. konvergent).
- Konvergenz und Wert können von der Reihenfolge der Summanden abhängen.
- Auch die Vertauschung von Doppelsummen lässt sich nicht immer auf (Doppel-)Reihen übertragen.
- Fehlende Abgeschlossenheit: Beispielsweise ist {\displaystyle \textstyle \sum _{n=1}^{\infty }{\frac {1}{n^{2}}}={\frac {\pi ^{2}}{6}}} irrational, obwohl alle Summanden rational sind.

Es ist aber anzumerken, dass nicht jede Summe, die {\displaystyle \infty } als Obergrenze besitzt, eine unendliche Summe sein muss. Zum Beispiel hat die Summe
{\displaystyle \sum _{k>0}\left[{\frac {n}{p^{k}}}\right]=\left[{\frac {n}{p}}\right]+\left[{\frac {n}{p^{2}}}\right]+\left[{\frac {n}{p^{3}}}\right]+\dotsb }
für Primzahlen {\displaystyle p} und mit der Ganzzahl-Funktion {\displaystyle x\mapsto [x]} zwar unendlich viele Summanden, aber nur endlich viele sind ungleich null. (Diese Summe gibt an, wie oft der Faktor {\displaystyle p} in der Primfaktorzerlegung von {\displaystyle n!} vorkommt.)

## Verwandte Begriffe
- Die disjunkte Vereinigung von Mengen hat eine gewisse formale Ähnlichkeit mit der Addition von Zahlen. Sind beispielsweise {\displaystyle X} und {\displaystyle Y} endliche Mengen, so ist die Anzahl der Elemente von {\displaystyle X\sqcup Y} gleich der Summe der Elementanzahlen von {\displaystyle X} und {\displaystyle Y}. Das kartesische Produkt ist distributiv über dieser Summenbildung:

{\displaystyle X\times (Y\sqcup Z)\cong (X\times Y)\sqcup (X\times Z)}
- Die aus kategorieller Sicht analoge Konstruktion für Vektorräume oder abelsche Gruppen wird als direkte Summe bezeichnet; allgemein spricht man von einem Koprodukt.
- Eine Teleskopsumme ist in der Mathematik eine endliche Summe von Differenzen, bei der je zwei Nachbarglieder (außer dem ersten und dem letzten) sich gegenseitig aufheben.
- Als Pythagoreische Summe bezeichnet man eine der Addition ähnliche Rechenoperation, bei der die Quadratwurzel aus der Summe der Quadrate mehrerer Größen berechnet wird.